# Нестанде, Брюс
Брюс Кеннет Нестанде (англ. Bruce Kenneth Nestande; 28 января 1938, Миннеаполис, Миннесота — 9 июля 2020) — американский политик, бывший член Ассамблеи штата Калифорния от республиканцев и инспектор округа Ориндж.

## Биография
Нестанде родился в Миннеаполисе (штат Миннесота, США). В юношестве он прошёл отбор в команду «Канзас-Сити Атлетикс», но вместо этого решил учиться в колледже на стипендию Корпуса подготовки офицеров запаса. Он окончил Миннесотский университет в 1960 году со степенью бакалавра наук по экономике и политологии, а позже получил степень доктора юриспруденции в школе права Линкольна в Сакраменто.
В 1960 году, после окончания Университета Миннесоты, Нестанде пошёл в армию в звании второго лейтенанта Корпуса морской пехоты США. Он прослужил четыре года на действительной службе в морской пехоте, включая четырнадцать месяцев в составе пехотного батальона в Юго-Восточной Азии во время войны во Вьетнаме. Он ушёл в отставку из резерва корпуса морской пехоты в 1972 году в звании капитана.
В 1966 году Нестанде стал инаугурационным директором полномасштабной копии здания Индепенденс-холл в парке развлечений «Ягодная ферма Нотта» в Буэна-Парке (Калифорния).

## Политическая карьера
Он был специальным помощником губернатора Рональда Рейгана в 1971—1972 годах, директором по операциям в Комитете штата Калифорния по переизбранию президента в 1972 году и исполнительным директором Республиканской партии Калифорнии в 1972—1973 годах.
Нестанде вернулся в офис Рейгана в 1974 году, но покинул его менее чем через год, когда был избран в Ассамблею штата Калифорния, представляя 70-й избирательный округ в округе Ориндж. Он быстро поднялся в руководстве законодательного органа, став заместителем председателя меньшинства Ассамблеи во второй срок, а затем председателем фракции меньшинства (вторая по значимости должность в руководстве республиканцев Ассамблеи) в третий срок. В течение трёх сроков работы в Ассамблее он был председателем Комитета по кадрам и Специального комитета по делам ветеранов. Он также был членом Комитета по уголовному правосудию, жилищному строительству и общественному развитию; Комитета по путям и средствам; и Комитета по ресурсам, землепользованию и энергетике.
Вместо того чтобы добиваться четвёртого срока в Ассамблее в 1980 году, Нестанде успешно добился избрания в Наблюдательный совет округа Ориндж, победив Эдисона Миллера. В результате кампании 1980 года Миллер подал на Нестанде в суд за клевету. Нестанде выиграл упрощённое судебное слушание против Миллера, который подал апелляцию, но Апелляционный суд четвёртого округа Калифорнии единогласно подтвердил победу Нестанде.
В 1984 году Нестанде переизбрался в наблюдательный совет. В 1984—1988 годах Нестанде был членом Консультативного совета по сохранению исторических памятников. Во время работы в наблюдательном Совете Нестанде помог запустить ряд транспортных проектов, включая платные дороги округа Ориндж. Он также способствовал строительству плотины Прадо в округе Риверсайд.
На выборах в ноябре 1986 года Нестанде безуспешно боролся с действующим государственным секретарём штата Калифорния, Марч Фонг Еу и менее чем через три месяца, в январе 1987 года, вышел из состава наблюдательного Совета.
В 1994 году он был председателем избирательной кампании Майкла Хаффингтона, который пытался сместить действующего сенатора США, Дайэнн Файнстайн. Хаффингтон проиграл Файнстайн с минимальным перевесом в 1,9 %.

## Личная жизнь
После развода с женой Беверли, Нестанде переехал из Оринджа (штат Калифорния), в близлежащий Ньюпорт-Бич. Его старший сын, Барри, бывший атташе в Конго, последние восемь лет своей жизни служил руководителем аппарата Джона Бенуа (во время пребывания Бенуа на посту члена Ассамблеи штата, сенатора штата и инспектора округа Риверсайд), и был признан одним из лучших политических стратегов Калифорнии. Младший сын, Брайан, бывший руководитель аппарата конгрессмена Сонни Боно и конгрессвумен Мэри Боно, владелец фирмы политического консалтинга Nestande & Associates, был избран в Ассамблею в 2008 году, чтобы сменить Бенуа, который освободил своё место в Ассамблее, чтобы войти в Сенат штата. Невестка Нестанде, Джина (жена Брайана), была избрана в городской совет Палм-Дезерт в 2016 году и стала мэром в 2019 году.
В 2007 году Нестанде признал себя виновным в вождении в нетрезвом виде и скрытии с места происшествия, а также в мошенничестве при оформлении страхового полиса в рамках соглашения о признании вины, согласно которому обвинения в мошенничестве были сняты в обмен на отбывание наказания в виде 6 месяцев тюремного заключения и испытательного срока.